# 坡岗喀斯特植被保护区
坡岗喀斯特植被保护区位于中国贵州省黔西南布依族苗族自治州兴义市, 建于1997年, 总面积5,030公顷，为锥状喀斯特地貌发育区，具有西南地区典型的喀斯特植被生态系统。区内记录有野生动植物3,140种, 其中野生植物2,409种, 野生动物731种。